# Doubský tunel
Doubský tunel je železniční tunel na katastrálním území Doubí u Karlových Var na úseku železniční regionální trati Karlovy Vary – Mariánské Lázně mezi zastávkami Doubí u Karlových Varů – Karlovy Vary-Březová město v km 49,292–49,418.

## Historie
V květnu 1896 vznikla akciová společnost Železnice Karlovy Vary – Mariánské Lázně, jejíž základní kapitál převyšoval jeden milión zlatých. Koncese na výstavbu byla vydána 21. května 1896, ale výstavba byla zahájena už v předstihu, 5. prosince 1895, společností Císařsko-královské státní dráhy. Náklady na výstavbu činily 10,7 miliónů korun. Trať vlastnila společnost Železnice Karlovy Vary – Mariánské Lázně. V roce 1925 byla zestátněna.
Tato železniční trať, postavená převážně v úzkém údolí řeky Teplé, překonává výškový rozdíl 334 m. Nejvyšší bod je v Ovesných Kladrubech v nadmořské výšce 710 m a nejnižší bod v Karlových Varech ve výšce 376 m n. m. Stavba byla rozdělena na sedm úseků a pracovaly na ní čtyři firmy. Na výstavbě tunelů se podílela italská firma Emillio Paletti. Trať byla dána do provozu 17. prosince 1898.
Na trati dlouhé 54 km bylo postaveno devatenáct železničních stanic a zastávek, dvacet mostů a viaduktů a je na ní celkem sedm tunelů: Vlkovický, Dolnohamerský I, Dolnohamerský II, Dolnohamerský III, Dolnohamerský IV, Bečovský a Doubský.
V letech 2017–2018 byla trať rekonstruována.

## Popis
Jednokolejný tunel byl postaven pro železniční trať Karlovy Vary – Mariánské Lázně mezi zastávkami Doubí u Karlových Varů – Karlovy Vary-Březová město a byl dán do provozu 17. prosince 1898. Byl postaven v oblouku přes svah pod Doubskou vyhlídkou.
Tunel leží v nadmořské výšce 445 m a je dlouhý 126,12 m.